# Aeroportul Antrim County
Aeroportul Antrim County (IATA: ACB, ICAO: KACB, FAA LID: ACB) este un aeroport din Michigan, Statele Unite ale Americii ce deservește zona Bellaire. Aeroportul a fost tranzitat în 2019 de 4 pasageri.
Situat la o altitudine de 190 m, aeroportul dispune de 1 pistă.

## Infrastructură

### Piste
Aeroportul dispune de o singură pistă. Pista 02/20 are suprafața de asfalt și dimensiunile 4.999 picioare × 100 picioare. 